# STRFKR
STRFKR, anciennement Starfucker, est un groupe de rock indépendant américain, originaire de Portland dans l'Oregon. Le groupe fut formé en 2007 sur l’initiative de Joshua Hodges.

## Biographie
Les membres sont Joshua Hodges de Sexton Blake (chant, claviers, guitare, batterie), Shawn Glassford (basse, claviers, batterie), Keil Corcoran (batterie, claviers, chant), et Patrick Morris, ancien membre de Strength (guitare, claviers, chant). Avant de former Starfucker, Hodges publie un album solo, Sexton Blake, qui est suivi par l'album Plays the Hits! sous le nom de Sexton Blake. Les deux albums sont publiés chez Expunged Records. Pendant ce temps, Corcoran est batteur du groupe de grindcore The Weirding Way.
Le nom de Starfucker est suggéré par Sam Norris pour rire, mais le succès du groupe sous ce nom s'accroît rapidement. En réponse à ce succès, ils changent brièvement de nom pour Pyramiddd, avant de retrouver leur ancien nom.
En 2010, Starfucker annonce sa signature au label Polyvinyl Records, publiant un EP deux titres, et un album studio pour mars 2011. Le 2 août 2011, Starfucker annonce le départ de Ryan Biornstad. Le groupe raccourcit son nom pour STRFKR en 2012.
Le 10 février 2016, le groupe sort le single Never Ever puis l'album Being No One, Going Nowhere en novembre la même année.

## Discographie
- 2008 : Starfucker (Badman Recording Co.)1."Florida"

2."German Love" 
3."Myke Ptyson"  
4. "Laadeedaa"  
5."Rawnald Gregory Erickson the Second"  
6."U Ba Khin"   
7."Holly"   
8."Hard Smart Beta"  
9."Pop Song"  
10."Miss You"  

11."Isabella of Castile"
- 2009 : Jupiter (Badman Recording Co.)1. "Medicine"

2. "Boy Toy" 
3. "Dance Face 2000"
4. "Bed-Stuy (Super Cop)" 
5. "Biggie Smalls" 
6. "Girls Just Want to Have Fun" (Robert Hazard) 
7. "Jupiter"  
8. "Cemetery"  
9. "Queen Latifah" 
10. "Jamie"  

11. "Rawnald Gregory Erickson The Second (Strategy Remix)"
- 2011 : Reptilians (Polyvinyl Records Co.)1."Born"

2."Julius"   
3."Bury Us Alive"  
4."Mystery Cloud"   
5."Death As a Fetish"   
6."Astoria"   
7."Reptilians" 
8."The White of Noon" 
9. "Hungry Ghost"   
10."Mona Vegas"  
11."Millions"  
12."Quality Time" 
13."Slow Dance"   

14."Recess Time"  
- 2013 : Miracle Mile (Polyvinyl Records Co.)1. "While I'm Alive"

2. "Sazed"
3. "Malmö"
4. "Beach Monster" 
5. "Isea"
6. "YAYAYA"
7. "Fortune's Fool"
8. "Kahlil Gibran"
9. "Say to You"
10. "Atlantis"
11. "Leave It All Behind"  
12. "I Don't Want to See"   
13. "Last Words"
14. "Golden Light"   

15. "Nite Rite"
- 2016 : Being No One, Going Nowhere (Polyvinyl Records Co.)1."Tape Machine"

2."Satellite"
3."Never Ever"                                                          
4."Something Ain't Right"
5."Open Your Eyes"        
6."interspace"
7."In The End"
8."Maps"
9."When I'm With You"
10."Dark Days"

11."Being No One, Going Nowhere"